# Срђан Аксентијевић
Срђан Аксентијевић (Београд, 31. јануар 1986) је српски ватерполиста који тренутно наступа за Партизан. Са универзитетском репрезентацијом Србије и Црне Горе освојио је златну медаљу 2005. године у Измиру.

## Биографија
Каријеру је започео у Партизану а за први тим је дебитовао у шампионској сезони 2001/02. Због велике конкуренције у табору црно–белих Аксентијевић је био и на позајмици у вечитом ривалу Црвеној звезди у сезони 2004/05. Након још две сезоне проведене у Партизану отиснуо се у Турску где је годинама наступао за Галатасарај али је на кратко поново долазио у Звезду чији је члан и од почетка 2016. године. Са Партизаном је освојио две титуле првака државе и два трофеја националног купа док је са истанбулским Галатасарајем укупно седам пута био првак Турске. Од септембра 2016. године члан је Спортског клуба Квинто из Италије да би се почетком октобра 2017. године поново вратио у свој матични клуб Партизан.
Као дугогодишњи првотимац најбољег турског клуба Аксентијевић је добио позив и да наступа за тамошњи национални тим. Деби за репрезентацију Турске игром судбине имао је баш у родном Београду на европском првенству одржаном од 10. до 23. јануара 2016. године.

## Клупски трофеји
- Првенство СР Југославије 2001/02. -  Шампион са Партизаном
- Куп СР Југославије 2001/02. - Победник са Партизаном
- Првенство Србије 2006/07. и 2017/18. -  Шампион са Партизаном
- Куп Србије 2006/07. и 2017/18. - Победник са Партизаном
- Првенство Турске 2007/08, 2008/09, 2009/10, 2010/11, 2012/13, 2013/14. и 2014/15. -  Шампион са Галатасарајeм